# وليد صالح الخليفة
الدكتور وليد صالح الخليفة باحث وكاتب عراقي يقيم في إسبانيا، أستاذ في جامعة مدريد المستقلة وأول أكاديمي عراقي يشغل منصب رئيس قسم اللغة العربية والدراسات الإسلامية في كلية الفلسفة والآداب في جامعة مدريد المستقلة، وفي الجامعات الإسبانية عمومًا.

## نبذة من حياته
ولد بالعراق سنة 1951. حصل على شهادة البكلوريوس في اللغة والأدب العربيين من كلية التربية بجامعة بغداد سنة 1972. عمل مدرساً في عدد من الثانويات والمعاهد العراقية. غادر العراق سنة 1978 واستقر بالمغرب حيث مارس التعليم في المدارس العليا للمعلمين بأكثر من مدينة. يقيم في إسبانيا منذ سنة 1984، حيث أنجز دراسته العليا ونال شهادة الدكتوراه من جامعة أوتونوما بمدريد سنة 1990. مارس التعليم في العديد من مراكز التعليم والجامعات الإسبانية. كما تم تعيينه من قبل وزراة الخارجية الإسبانية كمترجم محلف في 14 مايو 1992. يعمل حالياً أستاذاً للدراسات العربية الإسلامية بقسم الدراسات العربية والإسلامية بجامعة أوتونوما بمدريد. وقد رئس هذا القسم ما بين سنة 2002 و2005.

## مؤلفاته
له الكثير من المؤلفات والتراجم، فمن مؤلفاته:
1. عبد الوهاب البياتي من باب الشيخ إلى قرطبة، دار الحداثة، بيروت، 1992.
2. قرن ونصف من المسرح العربي (باللغة الإسبانية)، نشر جامعة أوتونوما بمدريد، 2000.
3. العديد من كتب تعليم اللغة العربية للإسبان.
4. الجناح المتشدد في الإسلام.. الإسلام السياسي حقيقة ام وهم، سغلو 21، 2007.
5. الحبّ والعلاقات الجنسية والزواج في الإسلام (باللغة الإسبانية) دار نشر الأورينتي إي الميديتيرانيو، مدريد 2010.
6. التفكير الحر والاسلام، دار نشر تيرانت، بلنسية، 2016.
7. الإسلام السياسي ـ الأصول والتطور، الجامعة الوطنية المستقلة للمكسيك، المكسيك، 2019.
8. النسوية والإسلام، دار نشر الباسيو، إشبيلية، 2022.

## ترجمة من الإسبانية
قام بترجمة بعض الأعمال الأدبية من الإسبانية إلى العربية، مثل:
1. اثنتا عشرة قصة نادرة، لغارثيا ماركيز، دار الشروق، عمان، 1992.
2. عن الحب وشياطين أخرى، لغارثيا ماركيز، دار الشروق، عمان، 1994.
3. رجل وحيد ـ قصص إسبانية قصيرة، دار الرافدين، بغداد، 2023.

## ترجمة من العربية
كذلك ترجم أعمالاً من العربية للإسبانية، منها:
1. مسرحية «رأس المملوك جابر» لسعد الله ونّوس، بريتكستوس، بلنسية، 1992.
2. مسرحية «المهرج» لمحمد الماغوط، بلدية موتريل (غرناطة)، 1993.
3. موشحات الأعمى التطيلي، إقليم نافار، 2001.
4. البحر بعيد.. أسمعه يتنهّد، عبد الوهاب البياتي، إيبرساف، مدريد، 2003.
5. ديوان الأعمى التطيلي، المركز الثقافي كاستيل رويث، تطيلة، 2012.
6. ثورة في الجحيم للزهاوي، دار نشر بوئيتيكا، مالقة، 2024.

## مقالات
نشر عشرات المقالات الطويلة في المجلات العربية والأجنبية في مختلف الموضوعات اللغوية والأدبية والفكرية والسياسية والاجتماعية. كما قام بنشر الكثير من المقالات في الصحف العربية والإسبانية. يساهم باستمرار في البرامج التلفزيونية والإذاعية الأسبانية.

## وصلات خارجية
- وليد صالح الخليفة على موقع أرشيف الشارخ.
- صفحة وليد صالح الخليفة على موقع جامعة مدريد.